# The Clare Festival of Traditional Singing
The Clare Festival of Traditional Singing is een tweejaarlijks festival, gehouden in in Milltown Malbay en Spanish Point. Het doel van het festival is het promoten van onbegeleide traditionele Ierse zang, een orale Ierse traditie.

## Geschiedenis
In 1989 sloegen Anthony Edwards, bibliothecaris van het filiaal Ennistymon van de Clare County Library, en Maureen Rynnen, PR-functionaris van de Comhaltas Ceoltóirí Éireann afdeling Ennistymon, de handen ineen om een festival op te zetten ter promotie van het - bedreigde - Ierse traditionele zingen. Het organiserend comité werd later uitgebreid met Tom Munelly, professor aan de University College Dublin. Het eerste festival vond plaats in 1990 en werd geopend door de toenmalige President van Ierland Patrick Hillery.
In de eerste jaren (1990-2002) werd het festival in Ennistymon. Vanwege de slechte gezondheid van Munelly werd het festival verplaatst naar Spanish Point. Na twee edities (2003 en 2004) hield het festival op te bestaan. na de dood van Munelly in 2007 nam de belangstelling weer toe en in 2010 startte een nieuwe serie. Het is nu ook een herdenking van Tom Munelly.

## Bekende deelnemers
- Nóirín Ní Riain, County Limerick (2000)[5]
- Nonie Lynch, County Clare (2003)[6]
- Naisrín Elsafty, Connemera (2010)[3]
- Róisín White, County Armagh (2003, 2015)[6]